# 克孜勒区
克孜勒区（俄语：Кызы́лский кожуун）是俄羅斯圖瓦共和國的一個区，位於图瓦共和国中部，成立于1975年，面積8526,65平方公里，行政中心为卡赫姆。2010年人口27,659。

## 经济
主要依靠煤矿业及畜牧业。

## 旅游
在乌斯特-艾列格斯特村（Усть-Элегест）有回鹘时期的堡垒遗迹。

## 外部連結
- http://kyzyl-kojuun.ru/ （页面存档备份，存于）